# Discocalyx stenophylla
Discocalyx stenophylla är en viveväxtart som beskrevs av Elmer Drew Merrill. Discocalyx stenophylla ingår i släktet Discocalyx och familjen viveväxter. Inga underarter finns listade i Catalogue of Life.